# Gipuzkoa
Guipúzcoa (Tiếng Tây Ban Nha) hay Gipuzkoa (tiếng Basque) là một tỉnh ở Xứ Basque, Tây Ban Nha. Tỉnh này giáp các tỉnh Biscay và Álava (lần lượt về phía tây tây và tây nam), cộng đồng tự trị Navarre (đông nam), tỉnh Labourd ở tỉnh Pyrénées-Atlantiques (phía đông) và vịnh Biscay.
Tỉnh này có diện tích 1.980 km2 (764 dặm vuông Anh), là tỉnh nhỏ nhất Tây Ban Nha. Tổng cộng có 88 đô thị. Dân số năm 2008 là 700.392 người, trong đó có ¼ sống ở tỉnh lỵ San Sebastián. Các đô thị quan trọng khác có Irun, Errenteria, Zarautz, Arrasate, Oñati, Eibar, Tolosa (từng là tỉnh lỵ trong thời gian ngắn), Beasain, Pasaia (cảng chính), Hondarribia.
Tỉnh có khí hậu đại dương. Gipuzkoa là tỉnh của xứ Basque mà tiếng Basque được sử dụng rộng rãi nhất, 49,1% dân số nói tiếng Basque.